# Синантроп
Сина́нтроп (лат. Homo erectus pekinensis — «человек прямоходящий пекинский»; ранее был известен как Sinanthropus pekinensis) — подвид рода Люди, близкий к питекантропу, однако более поздний и развитый. Был обнаружен во время раскопок под Пекином в Чжоукоудяне (Китай) в 1923—1927 годах (отсюда название). В 2009 году эта группа образцов ископаемых датируется возрастом примерно 750 000 лет, а новые исследования 26Al/10Be предполагают, что им от 680 000 до 780 000 лет.

## Анатомия
Объём мозга синантропа достигал 950—1150 см³; левая доля мозга, где расположены двигательные центры правой стороны тела, была несколько больше по сравнению с правой долей. Следовательно, правая рука была более развита, чем левая. Рост синантропа составлял 1,55—1,6 м.

## Быт
Кроме растительной пищи, синантропы употребляли мясо животных. Возможно, они добывали и умели поддерживать огонь. В качестве одежды они использовали звериные шкуры. Были обнаружены: трубчатые кости и черепа крупных животных, орудия из камней, костей, рогов. Учёные полагают, что синантропы были каннибалами и охотились на представителей своего вида.

## Археологическая культура
По общему уровню развития техники большинство авторов относят синантропа к раннешельскому периоду, другие видят в нём даже черты, близкие к более позднему, мустьерскому периоду. Правильнее относить находки в Чжоукоудяне к ашельскому времени.

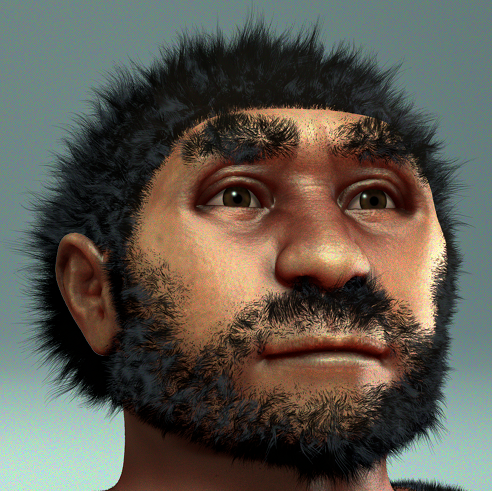
Реконструкция внешнего вида синантропа

## История открытия
Первый череп синантропа был обнаружен в гротах Чжоукоудяня близ Пекина в 1927 году китайским антропологом Пэй Вэньчжуном (1904—1982). На протяжении многих лет здесь работала международная команда учёных: Иоганн Гуннар Андерсон, Биргер Болин (Швеция), Дэвидсон Блэк (Канада), Пэй Вэньчжун (Китай), Отто Станский (Австрия), Уолтер Грейнджер (США) и др. В качестве советника в раскопках участвовал французский геолог и теолог Пьер Тейяр де Шарден, который вместе с Анри Брейлем в 1931 году совершил открытия, свидетельствующие, что синантроп пользовался примитивными орудиями и огнём. В 1927 году Дэвидсону Блэку удалось убедить Фонд Рокфеллера выделить деньги на финансирование крупных раскопок в Чжоукоудяне.
Шведский геолог Иоганн Гуннар Андерсон и американский палеонтолог Уолтер У. Грейнджер приехали в 1921 году в Чжоукоудян в поисках доисторических окаменелостей. Местные карьеры направили их на холм Драконьих костей, где Андерсон обнаружил залежи кварца, которые не были родными для этого района. Сразу осознав важность этой находки, он повернулся к своему коллеге и объявил: «Вот примитивный человек; теперь всё, что нам нужно сделать, — это найти его!».
Раскопки были начаты незамедлительно помощником Андерсона австрийским палеонтологом Отто Станским, который обнаружил окаменелый человеческий коренной зуб. Он вернулся на то же место в 1923 году, и материалы, раскопанные в двух последующих раскопках, были отправлены для анализа в Уппсальский университет в Швеции. В 1926 году Андерсон объявил об обнаружении двух человеческих моляров в этом материале, а Станский опубликовал свои выводы.
Канадский анатом Дэвидсон Блэк из Пекинского объединённого медицинского колледжа (Peking Union Medical College), взволнованный находками Андерсона и Станского, получил финансирование от Фонда Рокфеллера и возобновил раскопки на этом же месте в 1927 году с участием западных и китайских учёных. Шведский палеонтолог Андерс Биргер Болин откопал выпавший зуб, а Блэк поместил его в золотой медальон на его цепочке от часов. Блэк опубликовал свой анализ в журнале Nature, идентифицируя его как находку, принадлежащую к новому виду и роду, который он назвал Sinanthropus pekinensis, но многие коллеги-учёные скептически отнеслись к такой идентификации на основе одного зуба, а Фонд Рокфеллера требовал больше образцов, прежде чем согласиться предоставить дополнительные деньги.
В 1928 году были обнаружены нижняя челюсть, несколько зубов и фрагменты черепа. Блэк подарил эти находки Фонду и был вознаграждён грантом в размере 80 000 долларов, который он использовал для создания лаборатории кайнозойских исследований.
В ходе раскопок под руководством китайских археологов Ян Чжунцзяня, Пэй Вэньчжуна и Цзя Ланьпо в 1930 году была обнаружена вторая черепная крышка, а в 1936 году — три черепные крышки. В основном были обнаружены черепа и их фрагменты; и отдельные посткраниальные обломки. Всего было объявлено о находке останков сорока особей и более 200 человеческих окаменелостей (в том числе шесть черепов или черепных крышек, 19 крупных и множество мелких фрагментов черепов, 15 челюстей, 157 зубов, три части плечевой кости, одна ключица, одна полулунная и одна берцовая кости). Раскопки были остановлены в 1937 году в связи со вторжением Японии в Китай. Обнаруженный материал исчез во время Второй мировой войны при пересылке в США.
После победы коммунистов в гражданской войне в Китае в 1949 году раскопки были на короткое время возобновлены. Новые раскопки проводились в 1951, 1958—1960 и 1978—1980 годах. В сезон 1959 года была найдена ещё одна челюсть, принадлежащая пожилой женщине. В июне 2009 года раскопки были возобновлены.
Ряд западных учёных скептически отнёсся к китайским находкам ископаемых гоминид. Однако Чжоукоудянь был всё же объявлен ЮНЕСКО одним из памятников Всемирного наследия. Исследование песка из грота, где были сделаны находки, позволило установить возраст синантропа из Чжоукоудяня — 770 тыс. лет (±80 тыс. лет).
В 1963 году в Ланьтяне была найдена челюсть, определённая исследователями как более древний вид синантропа — ланьтяньский человек (лат. Homo erectus lantianensis). В июне 2009 года были начаты новые раскопки.

## Роль в антропогенезе
В гипотезе мультирегионального антропогенеза синантроп рассматривается как основной участник формирования монголоидной расы на этапе человека прямоходящего. Однако многие антропологи склоняются в пользу точки зрения, что синантроп был тупиковой ветвью развития людей.